# Teorie učících se regionů

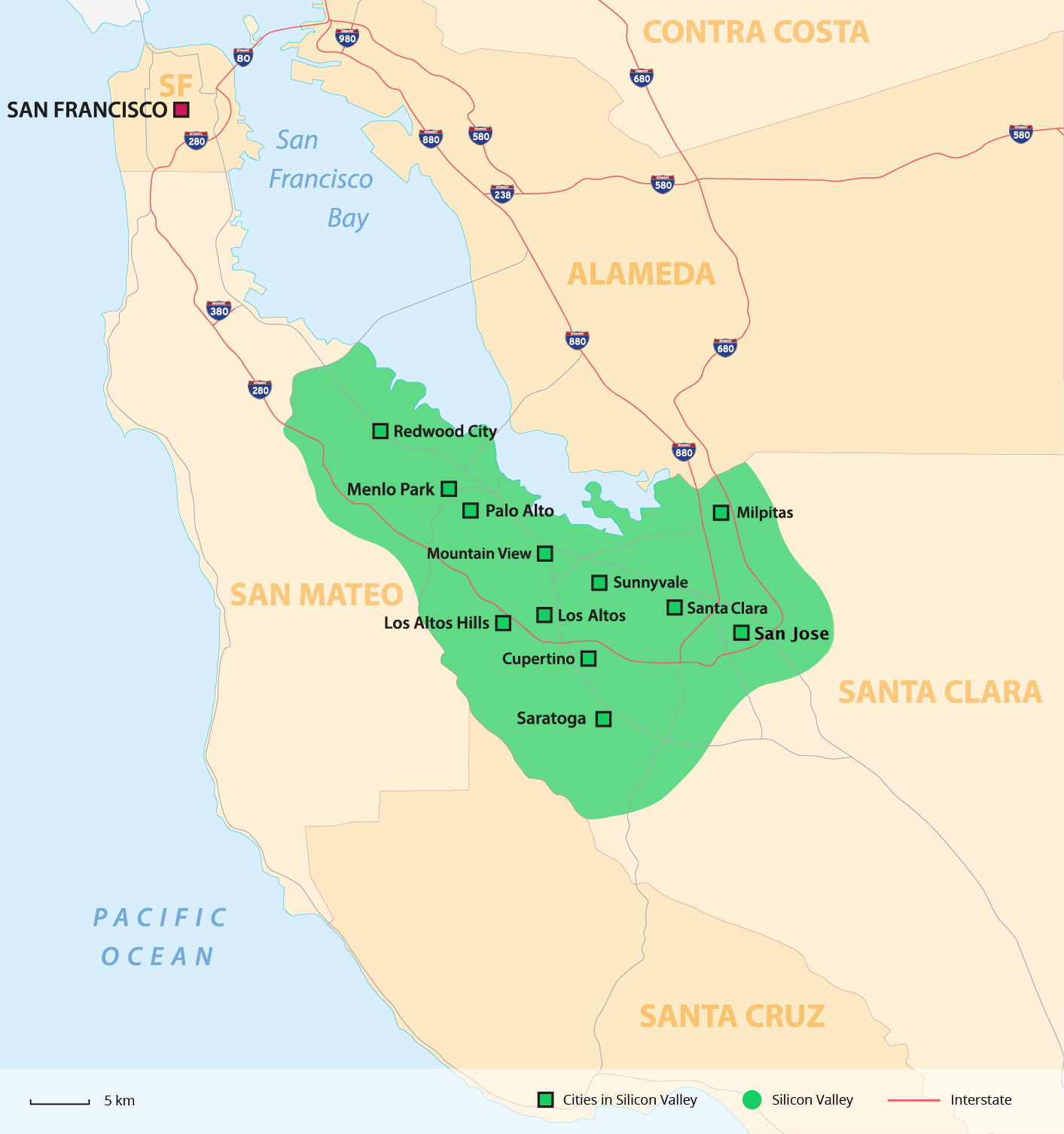
Poloha učícího se regionu Silicon Valley v USA

Učící se region (anglicky Learning region) je výsledkem myšlenky, v níž socioekonomický rozvoj spočívá spíše na místních/regionálních aktérech a jejich spolupráci, než na světovém trhu a jeho konkurentech . Avšak termín učící se region nebyl zcela jednoznačně vymezen, každý z autorů zabývající se touto problematikou chápe učící se region odlišným způsobem. Všechny definice mají jedno společné - základním faktorem jsou vědomosti, vznik a aplikace inovací a schopnost učit se jakožto hybných sil konkurenceschopnosti .

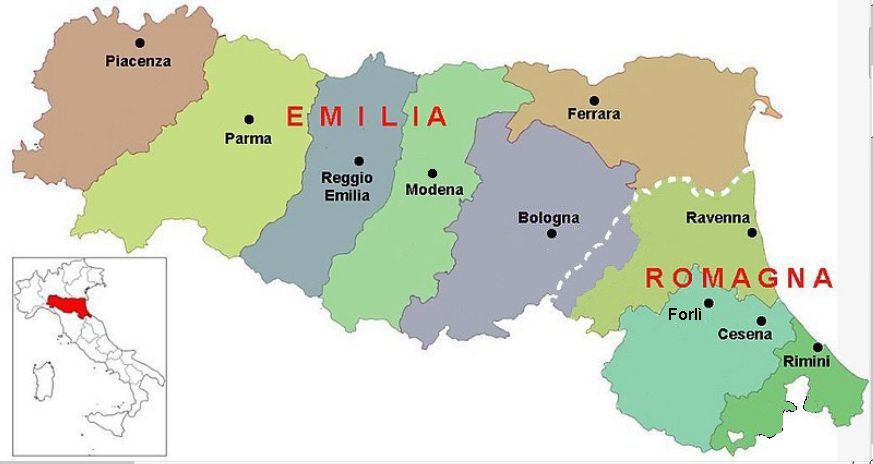
Poloha učícího se regionu Emilia-Romagna v Itálii

Základy teorie učících se regionů byly položeny v USA na konci 20. století. Patří mezi dosud nejmladší teorii regionálního vývoje . Hlavním představitelem je Richard Florida, který chápe regiony jako ohniska tvorby znalostí a učení se. Regiony fungují jako tvůrci, sběratelé a úložiště znalostí poskytující infrastrukturu usnadňující jejich šíření. Patří mezi nejdůležitější prvky ekonomické a technologické organizace v celosvětovém měřítku . V Česku můžeme mezi učící se region zařadit hlavní město Praha .

Poloha učícího se regionu Baden-Württemberg v Německu

| Region            | Podřízené celky                                    | Hlavní město | Lokalita                                                                             | Stát    |
| ----------------- | -------------------------------------------------- | ------------ | ------------------------------------------------------------------------------------ | ------- |
| Silicon Valley    | 30 měst                                            | San José     | San Francisco Bay Area                                                               | USA     |
| Emilia-Romagna    | 8 provincií                                        | Bologna      | ohraničena na východě Jaderským mořem, na severu řekou Pád a na jihozápadě Apeninami | Itálie  |
| Baden-Württemberg | 4 vládní obvody s 35 zemskými a 9 městskými okresy | Stuttgart    | jihozápadní část státního území                                                      | Německo |

## Charakteristika učících se regionů
Existuje celá škála přístupů, názorů a samotných vymezení učících se regionů, můžeme v nich nalézt společné prvky, které se dají považovat za charakteristické rysy této teorie. Jedná se především o vzdělávání obyvatelstva regionu, inovace, vznik sítí a učení se mezi jednotlivými regionálními subjekty. Učení se a inovace většinou neprobíhají izolovaně v rámci jedné firmy, ale závisí na vztazích mezi firmou a jejím prostředím. Existují různé formy učení, např. učení praxí, užíváním, aktivním hledáním a spoluprací (klíčový typ učení) .
Mezi charakteristické rysy učících se regionů Šipikal (2008)  zahrnuje existenci kvalitních a blízkých vazeb mezi jednotlivými regionálními subjekty (lokální podnikatelé a poskytovatelé vzdělání, kteří se soustřeďují do klastrů a sítí). Vznikají zde inovace pomocí neustálého procesu vzdělávání, sdílení poznatků a informací a také pomocí schopnosti vytvářet neobvyklé způsoby učení se. Za předpokladu, že toto vše funguje správně, je dosaženo ekonomického úspěchu zapojených subjektů.

### Dimenze učícího se regionu
Existují tři základní dimenze učícího se regionu, které definoval Šipikal podle Baumfelda (2005) , a to existence systematických aktivit podporující:
- celoživotní vzdělávání lidí,
- síťování vzdělávacích institucí,
- vzájemné učení se a inovace.

Malmberg (1997)  uvedl typické charakteristiky učících se regionů, které shrnul do tří skupin:
1. ekonomická konfigurace regionu - existence většího počtu regionálních subjektů jako jsou obce, města, podniky, firmy atd. - interakce těchto subjektů může usnadnit výměnu informací a podporovat vznik nových nápadů,
2. technologická infrastruktura - existence poradenství, výzkumu a vývoje institucí a transferových center pro spolupráci s ostatními regionálními subjekty,
3. kultura a instituce regionu - snaha o maximalizaci schopností regionu učit se a inovovat.

Dále Stejskal a Kovárník (2009)  uvádějí, že regiony jsou charakteristické tím, že:
- zastávají vlastní pozici ve vědecko-výzkumné a inovační politice státu,
- budují inovační centra, vědecko-technologické parky a centra „excelence“, která jsou zaměřena na produkování inovačních subjektů v regionu, čímž dochází ke zvýšení konkurenceschopnosti a zajištění budoucího udržitelného rozvoje,
- jejich cílem je rozvoj inovačního podnikání a vtáhnutí místních firem do inovačního procesu.

Podle Tolanda a Yoonga (2005) lze charakteristiky učících se regionů rozdělit do čtyř oblastí:
1. udržitelný ekonomický růst spojený s růstem pracovních míst, která jsou náročná na kvalifikaci pracovníků,
2. sociální zapojení a tvorba sociálního kapitálu,
3. role rozdílných vzdělávacích strategií pro propagaci učících se regionů,
4. integrovaný přístup k dosažení „good governance“(tzv. „dobrého vládnutí“).

Díky vymezení oblastí typických pro učící se regiony, lze odlišit učící se regiony od ostatních regionů. 

## Klíčové procesy
Klíčové procesy učících se regionů vycházejí z poznatků ekonomiky označované "Knowledge Economy" (nebo také „The New Learning Economy“) a dále z poznatků, že hlavním prvkem ekonomického růstu jsou znalosti. Výkonnost firem, regionů i zemí určuje schopnost učit a adaptovat se na rychle se měnící podmínky . 
Klíčové procesy učících se regionů lze rozdělit do tří kategorií podle Kulhánka (2007) :
1. vytváření a zvyšování úrovně know-how na úrovni individuální (lidský kapitál), organizační (strukturální kapitál) a regionální (sociální kapitál),
2. kooperace regionálních subjektů a spojení lidského kapitálu s know-how v organizacích i mezi nimi, což může vést až k dosažení aglomeračních výhod,
3. transfer lidského kapitálu a nového know-how do praxe, což pro region představuje rostoucí HDP, zaměstnanost, vyšší kvalitu služeb a také blahobyt.

Blažek a Uhlíř  poukazují na fakt, že v dnešní globalizované společnosti nelze faktory považované za lokální a nemobilní, kterými jsou - základní rysy učících se regionů - znalosti a schopnost učit se, které jsou podle následujícího dělení nazvány jako nekodifikovatelné, snadno a s poměrně malými náklady kamkoliv dopravit.

### Typy znalostí
V rámci teorie učících se regionů Wokoun a Malinovský (2008)  rozlišují dva typy znalostí:
1. kodifikovatelné (standardizovatelné) - takové znalosti, které je možné standardizovat a naučit se podle různých návodů a kvalitně zpracovaných metodik; jsou typem zboží a lze je prodávat,
2. nekodifikovatelné (tacitní) - jedná se spíše o dovednosti a schopnosti (např. efektivní řízení pracovních jednání), jejich přenositelnost je velmi omezená, nelze je předat pomocí metodik, vyskytují se převážně v oblastech vědy, výzkumu a inovací; jsou získávány pomocí vlastní zkušenosti a spoluúčasti na činnosti.

Oproti tomu Lundvall a Johnson (1994)  rozlišují čtyři různé typy znalostí:
1. know what - znalosti o konkrétních skutečnostech a jevech,
2. know why - znalosti o příčinách, mechanismech, pravidlech a zákonech organizace a fungování společnosti,
3. know how - tento typ představuje dovednosti, schopnosti komunikovat, něco dělat (tvořit), patří sem také sdílení těchto dovedností,
4. know who - navazuje na předchozí typy znalostí, zahrnuje informace o tom, kdo co zná, umí dělat, jaké má dovednosti; jsou více či méně integrovány ve znalostních sítích.

## Vznik učících se regionů
Ke vzniku učícího se regionu je potřeba systematického a efektivního procesu učení se, který je možné podpořit kvalitními vzdělávacími institucemi. Tyto instituce následně produkují kvalitní pracovníky, kteří přicházejí s novými myšlenkami a poznatky vedoucích až k tvorbě nových inovací.
Při vzniku učícího se regionu tedy hrají důležitou roli nástroje a techniky potřebné pro rozvoj regionu, ten by měl tvořit učící se organizace na všech stupních – od regionální samosprávy, neziskového sektoru až po podniky. Důležitý se fakt, že tyto orgány mají k dispozici nové technologie, potřebné jsou také neustálé impulsy a nepřetržité inovování procesu vzdělávání (nové formy a procesy učení se) . 
Uplatňování těchto nástrojů může vést ke vzniku rozdílných úrovní vyspělosti různých částí ale i celých regionů a k následnému nadměrnému využívání nástrojů regionálního rozvoje. Podle Stejskala a Kovárníka je zapotřebí splnit několik podmínek. Region by měl mít vytvořený a aplikovaný vlastní dokument strategického rozvoje, obsahující především inovační a výzkumnou strategii, který by měla odpovídat státnímu plánu rozvoje. Dále je pak nutná existence vazeb mezi samosprávou, veřejností a dalšími organizacemi v regionu (především vzdělávací instituce) nebo příhodné klima pro tvorbu partnerství, které vede k vytváření a následné distribuci znalostí a poznatků mezi ostatními regiony. V regionu by se také měly nacházet subjekty umožňující další rozvoj, kam můžeme například zařadit infrastrukturu, vzdělávání i kvalitní pracovní sílu a podnikatelské zázemí. Jako konkrétní příklady možných ukazatelů pro vytvoření učícího se regionu můžeme uvést např. podíl obyvatel s vysokoškolským vzdělání, podíl obyvatel a výdaje spojené s vědou a výzkumem, HDP na obyvatele, migrace nebo i výdaje na kulturu v přepočtu na obyvatele . 
Kulhánek do teorie vzniku učících se regionů zahrnuje dvě složky. První jsou mechanismy procesu učení, kdy je kladen důraz na koordinaci procesů průmyslového rozvoje, výzkumu a vývoje, vědy, techniky a vzdělávání. Tyto procesy tvoří právě již dříve zmíněné regionální strategie, kdy je nutné jejich přijetí populací daného regionu. Dále můžeme zahrnout mechanismy dalšího vývoje regionu, kam můžeme zařadit zpětné vazby v oblasti učení, kdy dochází ke sdílení a přejímání nových technologií a postupů, následně pak tržní a mimotržní výměnu informací či existenci technologické infrastruktury. Druhou složkou jsou vstupy do procesu učení. Za vstupy lze označit poskytování kvalitního vzdělání v rámci celoživotního vzdělávání, toho lze docílit především koordinací nabídky a poptávky práce. Stěžejní je podpora učení se ve všech oblastech produkce a služeb, které mají v příslušném regionu potenciál pro vyšší úrovně inovací. Pro regiony by mělo být však nejprve důležité zhodnotit stav dostupných zdrojů – jak těch negativních, tak i těch pozitivních přispívajících k možnému budoucímu přínosu .

## Základní stavební kameny
Mezi základní stavební kameny patří především inovační systémy, s nimiž jsou významně spojeny průmyslové klastry a podnikové sítě. Důležitou roli zde hraje také vzdělání, tvorba inovací, a blízké vazby mezi všemi aktéry. Pokud bychom měli definovat inovační systémy lze říci, že jde o soubor institucí a účastníků, který ovlivňuje inovační procesy v zemi . Dle Skokana k inovacím nedochází izolovaně v jednotlivých firmách, ale zásadní je interakce mezi dalšími aktéry (lidé, firmy, odvětví, klastry, univerzity, instituce) inovačního procesu učení se na daném území. Autor zmiňuje systémy na úrovni nadnárodní, národní, regionální, sektorové a technologické. Národní systémy jsou omezeny hranicemi daného státu, klíčové je zaměření na nepodnikatelské instituce a organizace. Učící region je účinný regionální inovační systém, který obsahuje prvky regionální vlády, vědecké základny (univerzity, veřejný výzkum a vývoj, laboratoře), technologická centra, odvětvové asociace, obchodní služby a poradenství, zprostředkovatelé (místní agentury, podnikatelská inovační centra), klastry, podniky (malé a střední podniky i velké firmy) a vzájemné vztahy mezi jednotlivými prvky . Sektorové inovační systémy jsou charakteristické tím, že se nevymezují územně, ale oborově. Daného oboru se také týkají subjekty s tímto oborem spojené, tzn. jednotlivé firmy se svými dodavateli a odběrateli (zákazníky), subjekty podílející se na výzkumu a inovacích jako jsou univerzity, výzkumná centra a další vzdělávací instituce, dále pak různé vládní a profesní organizace (agentury, společenství podnikatelů atd.) . 

## Kritika učících se regionů
Mezi zásadní body kritiky patří především přílišné zdůrazňování významu lokálních vazeb. Podle Wokouna a Malinovského se Teorie učících se regionů nesoustředí na vývoj regionálního systému jako celku, ale zaměřuje se na analýzu specifického socioekonomicky úspěšného regionu, z čehož vyplývá nedůležitost ostatních méně úspěšných regionů . 
Tento názor zastává i Kulhánek, který doplňuje svoji kritiku špatným způsobem vytváření sítí – kdy je důležité se věnovat také vztahům mezi regionálními systémy a vnějším prostředím nejen vnitřním sítím a vztahům uvnitř regionů. Zastával názor, že hlavním důvodem koncentrace nemusí být nutně tvorba vzájemných vztahů mezi regiony, ale spíše touha po získání specifických zdrojů regionu (může se jednat o tradice, očekávání, osobní motivaci lidí, společné vize či výrazné osobnosti regionu) . 
Kritikou toho, že se teorie učících regionů zabývá jen hledáním ideálních modelových situací, místo toho, aby se věnovala reálným procesům při vzniku technologických inovací, se zase věnovali Blažek a Uhlíř. Ti také tvrdili, že tato teorie není dostatečně analyzovaná a že se nachází pouze v začátcích svého vývoje. Postrádali jakékoliv výzkumné analýzy či statisticky průkazné závěry, které by tyto teorie mohly potvrdit. Navíc poukázali na složitosti při vzniku technologických inovací a vůbec popisování složitých vazeb mezi regiony . 
Tito autoři ve své kritice také uvádějí názory Dianne Perrons, která kritizuje koncept učících se regionů z hlediska přemíry pozornosti, která je věnovaná jednotlivým firmám a soutěži mezi jednotlivými regiony. S tím tedy následně souvisí opomíjení lidí a lidského kapitálu a může v některých případech docházet k diskriminaci určité neúspěšné skupiny či jiného regionu. Autorka také tvrdí, že zisk jednoho z regionů může způsobit následnou ztrátu pro jiný region, přičemž stát by se měl více soustředit na regulaci procesu globalizace, tak aby byly nastavené stejné podmínky a zajištěny rovné příležitosti pro všechny .  